# Vlajka Marshallových ostrovů

Vlajka Marshallových ostrovů
Poměr stran: 1:2 (obrázek 10:19)

Vlajka Marshallových ostrovů je tvořena tmavě modrým listem o poměru stran 1:2 (původně 10:19, podle vlajky USA) se dvěma kosými, vějířovitě se rozšiřujícími pruhy, směřujícími z dolního rohu do horního cípu (viz vexilologické názvosloví). Horní trojúhelník je oranžový, dolní je bílý. V žerďovém poli je bílá hvězda se čtyřiadvaceti cípy. Čtyři z cípů jsou delší a směřují k okrajům listu.
Pruhy (trojúhelníky) symbolizují dva rovnoběžné pásy ostrovů, směřujících od severozápadu k jihovýchodu. Barva listu symbolizuje Tichý oceán, oranžová barva udatnost obyvatel a souostroví Ralik (západ) a bílá mír a souostroví Ratak (východ). Vějířovitý tvar symbolizuje hospodářský růst a vzestup životní úrovně. Počet cípů hvězdy značí 24 (obydlených) správních jednotek (municipalit) a čtyři delší cípy největší atoly (Majuro, Jaluit, Wotje a Kwajalein). Prodloužené cípy také (umístěním) připomínají křesťanskou víru obyvatel.

Rozměry vlajky Marshallových ostrovů

## Historie
Na území dnešních Marshallových ostrovů, ostrovního státu tvořící 34 atolů, přišli původní obyvatelé z jihovýchodní Asie asi před 3000 lety. Pro Evropu ostrovy objevil 21. srpna 1526 španělský mořeplavec Alonso de Salazar. 1. října 1529 je další španělský kapitán který tam přistál, Antonio Saavedra, pojmenoval Islas de Los Reyes (česky Ostrovy Králů). Později vešly ve známost pod názvem Los Pintados (česky Malované). Na ostrovy si Španělé nečinily nároky. 30. června 1788 přistál na ostrovech britský kapitán John Marshall, po kterém bylo souostroví později pojmenováno. Roku 1874 vzneslo Španělsko na ostrovy oficiální nárok a prvními oficiálními vlajkami tohoto souostroví tak byly vlajky španělské.
Od poloviny 19. století na ostrovech zakládali plantáže němečtí obchodníci. V roce 1878 hledal u ostrovů německý lehký křižník SMS Ariadne přistav pro uhelnou stanici. Kapitán Karl Bartholomäus von Werner ho našel na atolu Jaluit. 19. listopadu 1878 uzavřel kapitán s hlavními domorodými náčelníky smlouvu o zřízení stanice a předal jim vlajku, vytvořenou pro tento účel. Obyvatelstvo tuto vlajku přijalo za svůj symbol, později byla označována za vlajku Ralik (vlajku domorodců). Vlajka byla tvořena pěti vodorovnými pruhy: černým, bílým, červeným, bílým a černým.
15. října 1885 prodalo Španělsko ostrovy Německu a na atolu Jaluit nechal korvetní kapitán Rötger vztyčit vlajku Německého císařství, od této chvíle jedinou oficiální vlajku ostrovů. 13. září 1886 byl formálně vyhlášen nad ostrovy německý protektorát. 7. března 1894 bylo užívání domorodé vlajky Ralik zakázáno.
21. ledna 1888 převzala pro Německo správu ostrovů Jaluit-Gesellschaft (Jaluitská společnost). Vlajka obchodní společnosti, vyvěšovaná i na ostrovech, byla tvořena bílým listem o poměru stran 3:5 s kruhovým polem (symbolizujícím zeměkouli), jehož horní, černou část odděloval bílý, konvexně vydutý pruh od dolní, červené části. 1. dubna 1906 byly ostrovy administrativně připojeny k Německé Nové Guineji, poté se užívaly opět pouze vlajky Německého císařství.

Španělská vlajka Marshallových ostrovů (1875–1878)
Vlajka Ralik (1878–1885/1894) Poměr stran: 3:5
Vlajka Německého císařství Marshallových ostrovů (1885–1914/1919) Poměr stran: 2:3
Vlajka Jaluitské společnosti na Marshallových ostrovech (1888–1906) Poměr stran: 3:5

V průběhu První světové války byly ostrovy od 30. září do 3. října 1914 obsazeny Japonskem a vyvěšovala se japonská vlajka (bílý list s červeným kruhovým polem) o poměru stran 7:10.
28. června 1919 se Německo formálně vzdalo nároku na Marshallovy ostrovy. 17. prosince 1920 bylo území ostrovů (spolu s Palauskými ostrovy), přejmenovány na Ostrovy jižních moří a prohlášeny za mandátní území Společnosti národů pod správou Japonska. Roku 1935 bylo území anektováno Japonskem a prohlášeno za nedílnou součást Japonského císařství.
Za Druhé světové války byly ostrovy (od 2. února – 29. března 1944) obsazeny Spojenými státy a začala se vyvěšovat americká vlajka, v té době s osmačtyřiceti hvězdami. Americké vlajky s různým počtem hvězd byly na ostrovech užívány až do roku 1986.
18. července 1947 byl formálně ukončen japonský mandát a ostrovy byly 20. října 1947 začleněny do Poručenského území Tichomořské ostrovy OSN pod správou USA. Od 20. října byly spolu vyvěšované vlajky USA a vlajky OSN. V rámci poručenského území tvořily Marshallovy ostrovy jeden ze 6 ostrovních distriktů.
Vlajka poručenského území zavedena (na rozdíl od znaku, resp. pečetě) nebyla, vysoký komisař užíval vlajku tvořenou bílým listem o poměru stran 10:19 a s vyobrazením pečetě v modré barvě. (není obrázek)

Japonská vlajka Marshallových ostrovů (1914 a 1920–1944/47) Poměr stran: 7:10
Vlajka OSN na Marshallových ostrovech (1947–1979) Poměr stran: 2:3
Vlajka USA Marshallových ostrovů, 48 hvězd (1944–1959) Poměr stran: 10:19
Vlajka USA Marshallových ostrovů, 49 hvězd  (1959–1960) Poměr stran: 10:19
Vlajka USA Marshallových ostrovů, 50 hvězd (1960–1986) Poměr stran: 10:19

3. října 1962 byla neoficiálně zavedena vlajka Poručenského území Tichomořské ostrovy, která byla poprvé vztyčena 24. října. Oficiálně byla tato vlajka přijata Kongresem Mikronésie v červenci 1965, s účinností od 19. srpna 1965. Vlajka se mohla vyvěšovat pouze společně s vlajkami USA a OSN.

Vlajka Marshallových ostrovů (1965–1979) Poměr stran: 10:19

V referendu (1. března 1979) byla schválena ústava nové autonomní republiky (v rámci Poručenského území Tichomořské ostrovy), která byla vyhlášena 1. května pod názvem Republika Marshallovy ostrovy. Již 23. dubna schválilo nově vzniklé Zákonodárné shromáždění vlajku, jejíž autorkou byla Emlain Kabuaová, manželka prvního prezidenta Amaty Kabuji. Vlajka (shodná se současnou) byla vybrána v soutěži více než padesáti návrhů.
31. května 1982 podepsaly USA s novou republikou dohodu o volném přidružení, text však obyvateli (referendum z 19. srpna) nebyl přijat. Přepracovaná dohoda byla schválena v dalším referendu 7. září 1983. 21. října 1986 získaly ostrovy statut volně přidruženého státu USA, toto postavení bylo vyhlášeno 3. listopadu, právní moci nabylo 22. prosince 1990 (Radou bezpečnosti OSN), čímž získaly Marshallovy ostrovy plnou nezávislost.
Žádná z událostí neměla vliv na státní vlajku, užívanou od roku 1979. Vlajka se však (podle oficiálních zdrojů) užívá v poměru stran: 1:2.

## Vlajky municipalit Marshallových ostrovů

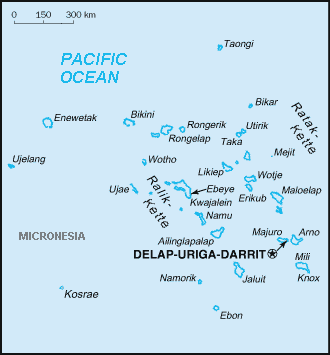
Mapa Marshallových ostrovů

Marshallovy ostrovy se člení na 34 municipalit (municipalities, jukjuk), z nichž je 24 obydlených. Vlastní vlajku užívá 8 obydlených municipalit (nejsou obrázky) a neobydlený atol Bikini.

Bikini Poměr stran: ~10:19

- Bikini
Poměr stran: ~10:19